# I Wish it Would Rain Down
«I Wish it Would Rain Down» (en español: «Me gustaría que lloviera») es el título de una power ballad interpretada por el cantautor y músico inglés Phil Collins, incluída en su cuarto álbum de estudio en solitario, ...But Seriously (1989), La canción se lanzó como el segundo sencillo del álbum el 15 de enero de 1990 e incluye la participación de Eric Clapton en la guitarra. 
Esta canción, en 1990; estuvo en los primeros lugares de la Billboard Hot 100 de Estados Unidos, en los rankings británicos y en Canadá, alcanzando seis semanas consecutivas en el número uno y fue la mejor canción del año.

## Posicionamiento
| Lista (1990)                                 | Máxima posición |
| -------------------------------------------- | --------------- |
| Australian ARIA Singles Chart                | 15              |
| Austrian Singles Chart                       | 26              |
| Canadian Singles Chart                       | 1               |
| Dutch Top 40                                 | 3               |
| Finland (Suomen virallinen lista)            | 7               |
| French SNEP Singles Chart                    | 11              |
| German Singles Chart                         | 8               |
| Irish Singles Chart                          | 4               |
| New Zealand Singles Chart                    | 27              |
| Polish Singles Chart                         | 1               |
| Swedish Singles Chart                        | 7               |
| Swiss Singles Chart                          | 8               |
| UK Singles Chart                             | 7               |
| U.S. Billboard Hot 100                       | 3               |
| U.S. Billboard Hot Adult Contemporary Tracks | 3               |
| U.S. Billboard Hot Mainstream Rock Tracks    | 5               |

### Listas de fin de año
| Fin de año (1990)      | Posición |
| ---------------------- | -------- |
| Dutch Top 40           | 29       |
| U.S. Billboard Hot 100 | 56       |

Formación:
I Wish it Would Rain Down
- Phil Collins — teclados, batería, voz, tambores

- Pino Palladino — bajo

- Eric Clapton — guitarra